# Майнау
Майнау (нім. Mainau), неофіційно також називають «Островом квітів» — невеличкий німецький острів, що знаходиться у північній затоці Боденського озера (нім. Überlinger See). Адміністративно підпорядковується району Констанц землі Баден-Вюртемберг. Острів знаходиться на півдні Німеччини, за 5 км від кордону зі Швейцарією.

## Історія
До секулярізації, що розпочалася унаслідок Люневільського миру острів належав Тевтонському ордену. 1853 року цю землю придбав Карл-Фрідріх, герцог Баденський. Відтоді острів переходив з рук у руки, доки 1932 року не став власністю Леннарта Бернадота. Останній 1974 року перетворив Майнау на територію неприбуткової організації, з 1991 року — це Enterprise Mainau GmbH. Після смерті Леннарта (2004) та його другої жінки Соні (2008) Mainau GmbH керує їхня старша дочка Беттіна Бернадот.

## Галерея
Острів Майнау відомий своїми парками та ботанічним садом. Тут ростуть тисячі видів рослин, включаючи екзотичні. Також на острові розташована теплиця, де живуть тисячі метеликів.
На Майнау розташований яхт-клуб університету Констанца.

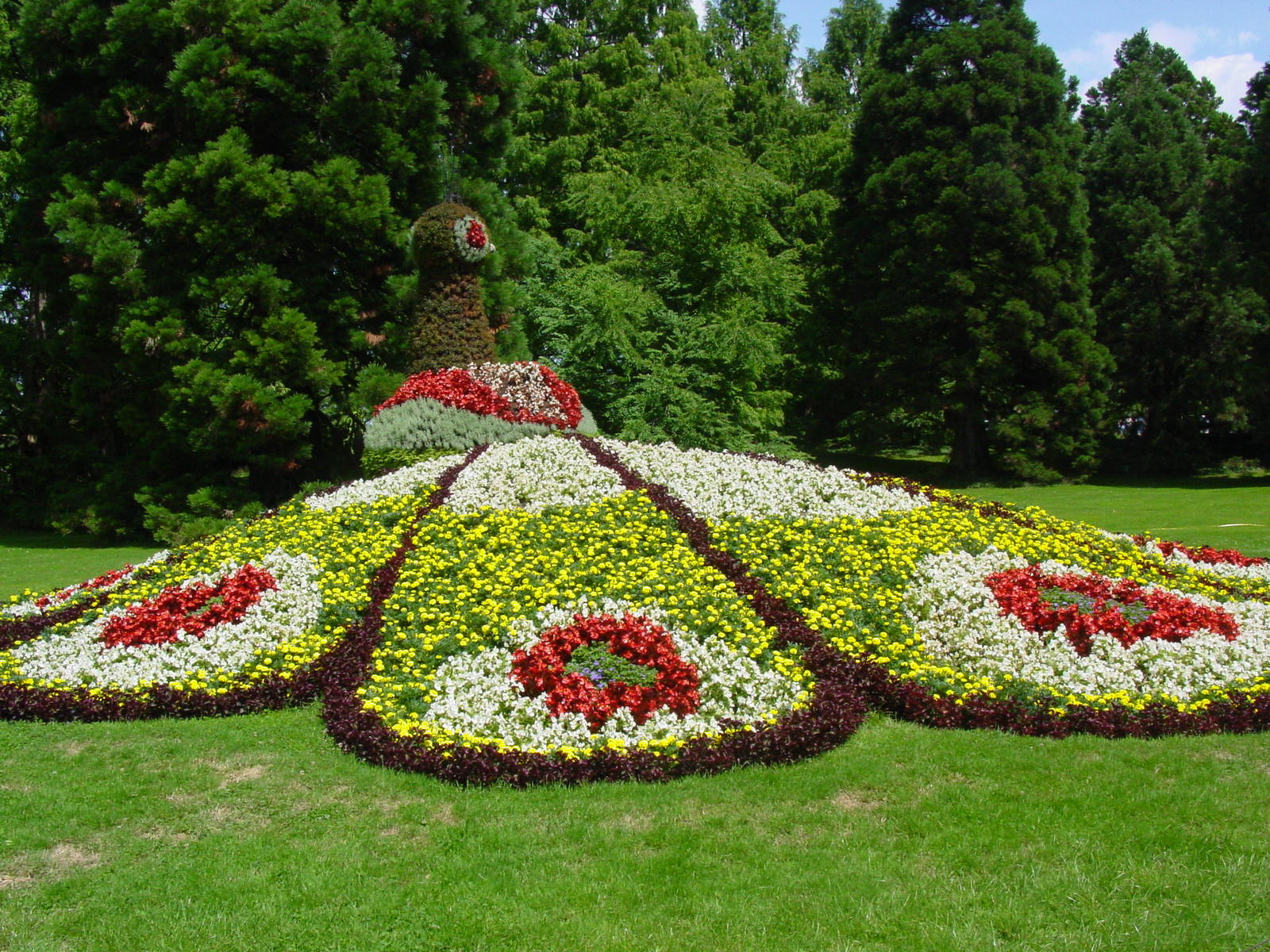
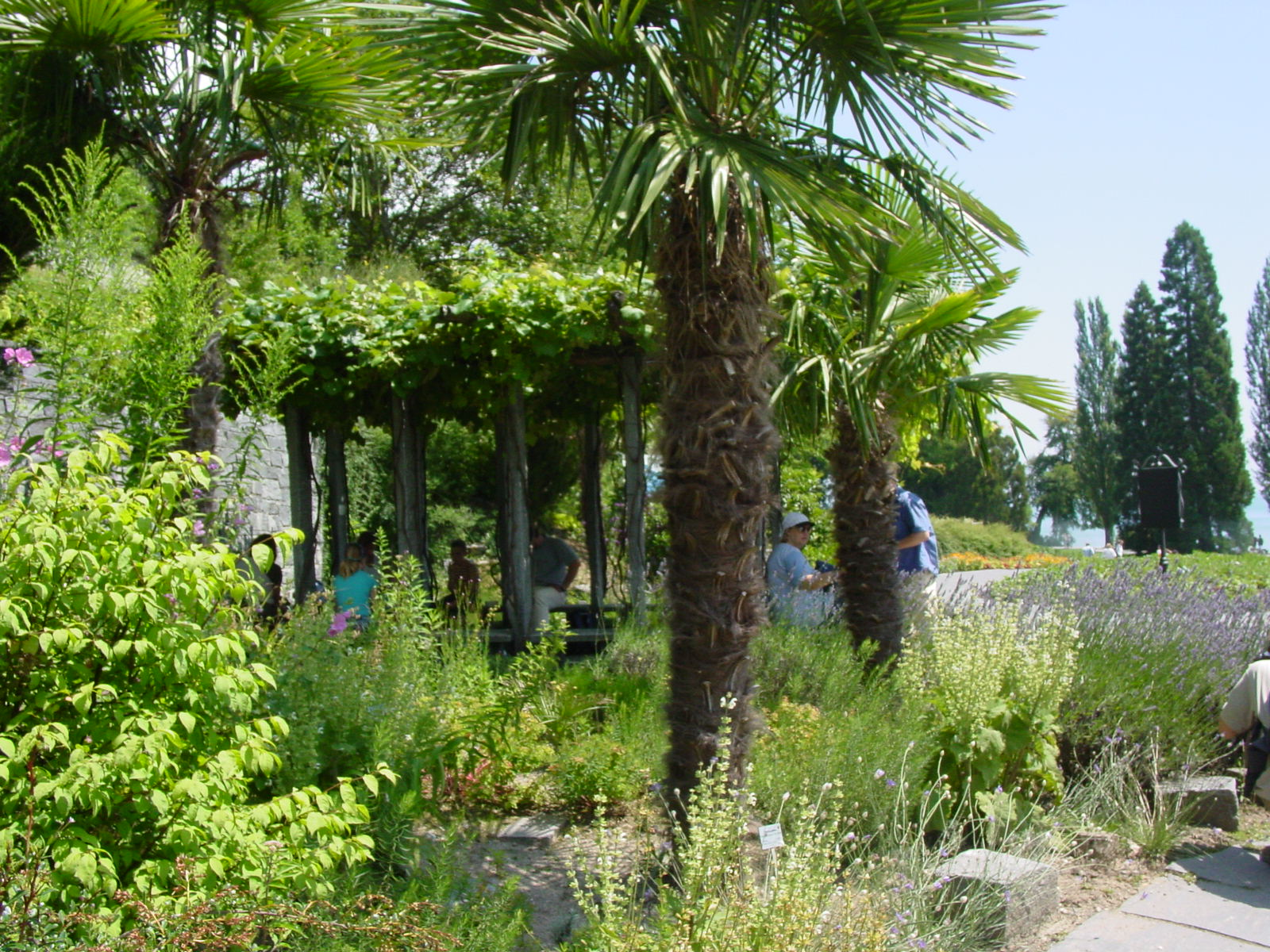
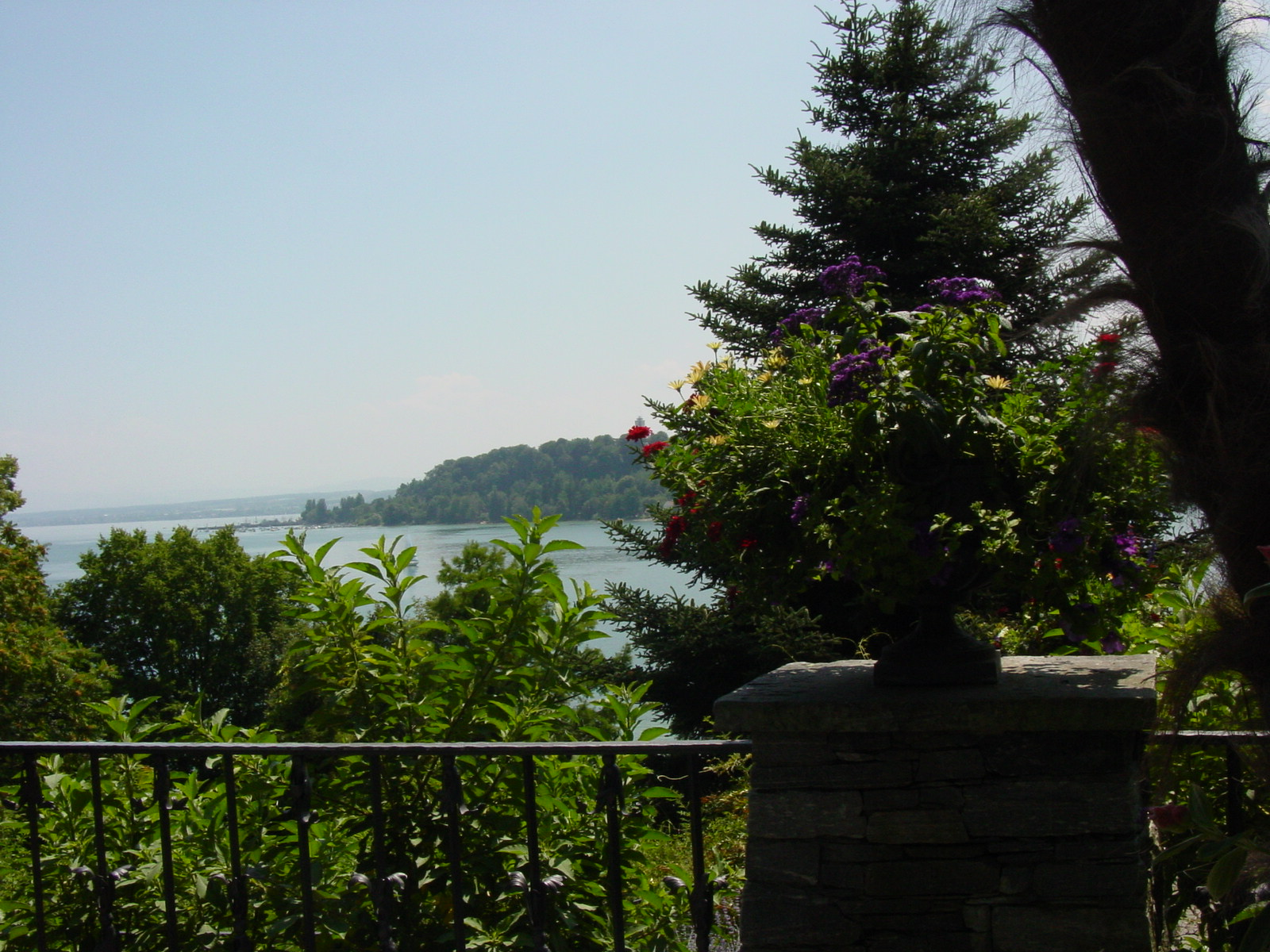
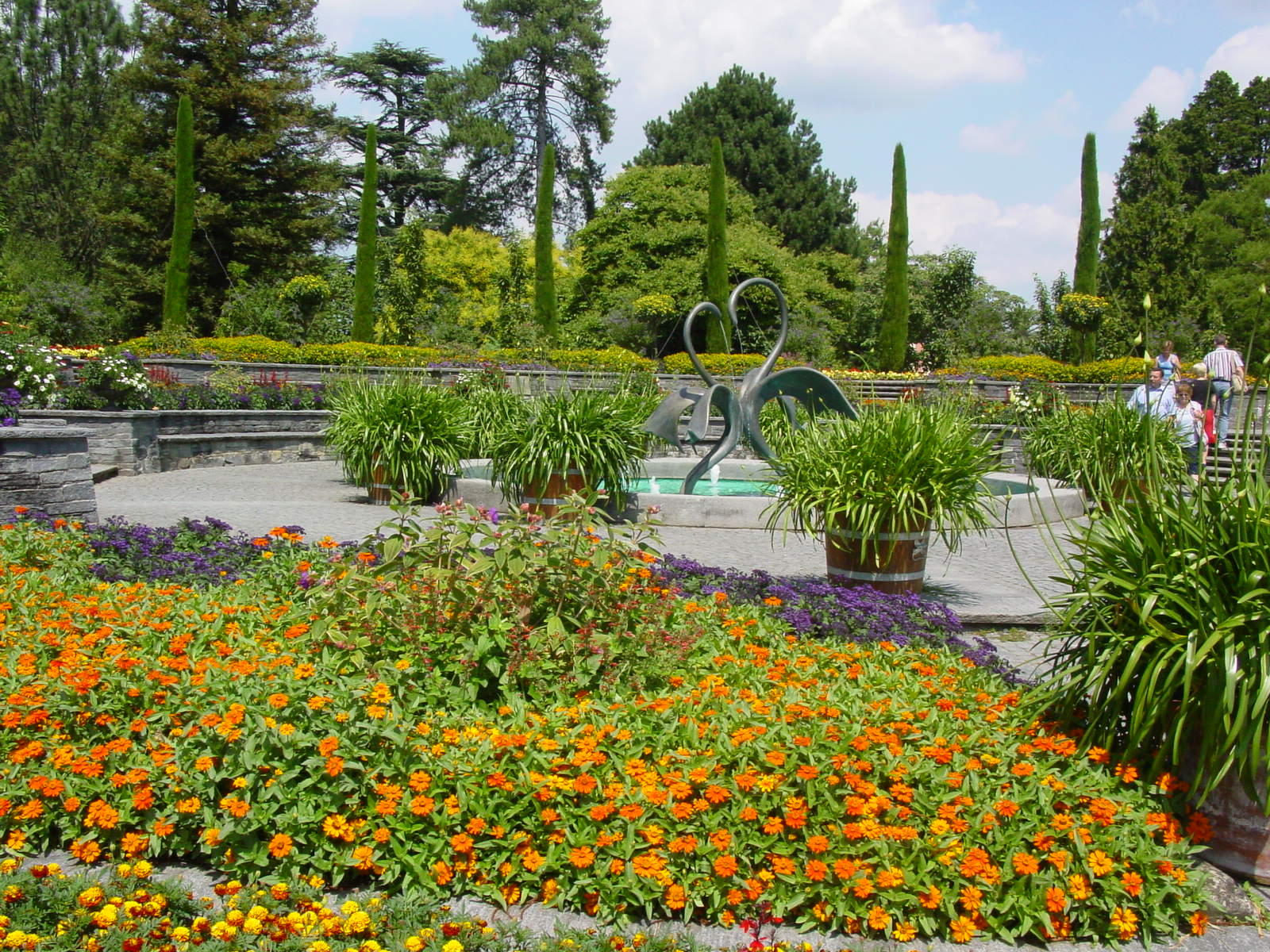
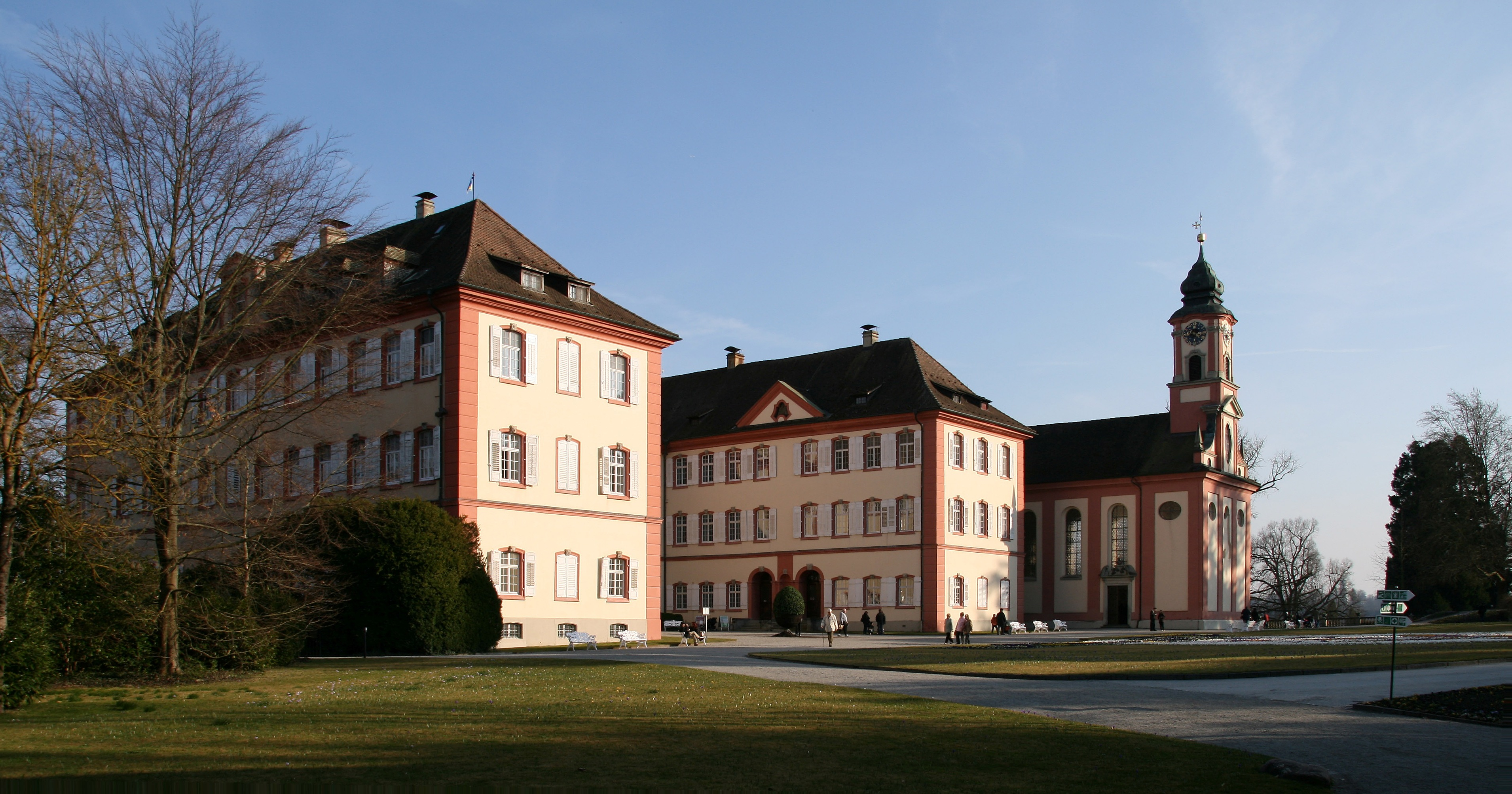
Барочний палац Німецького ордену
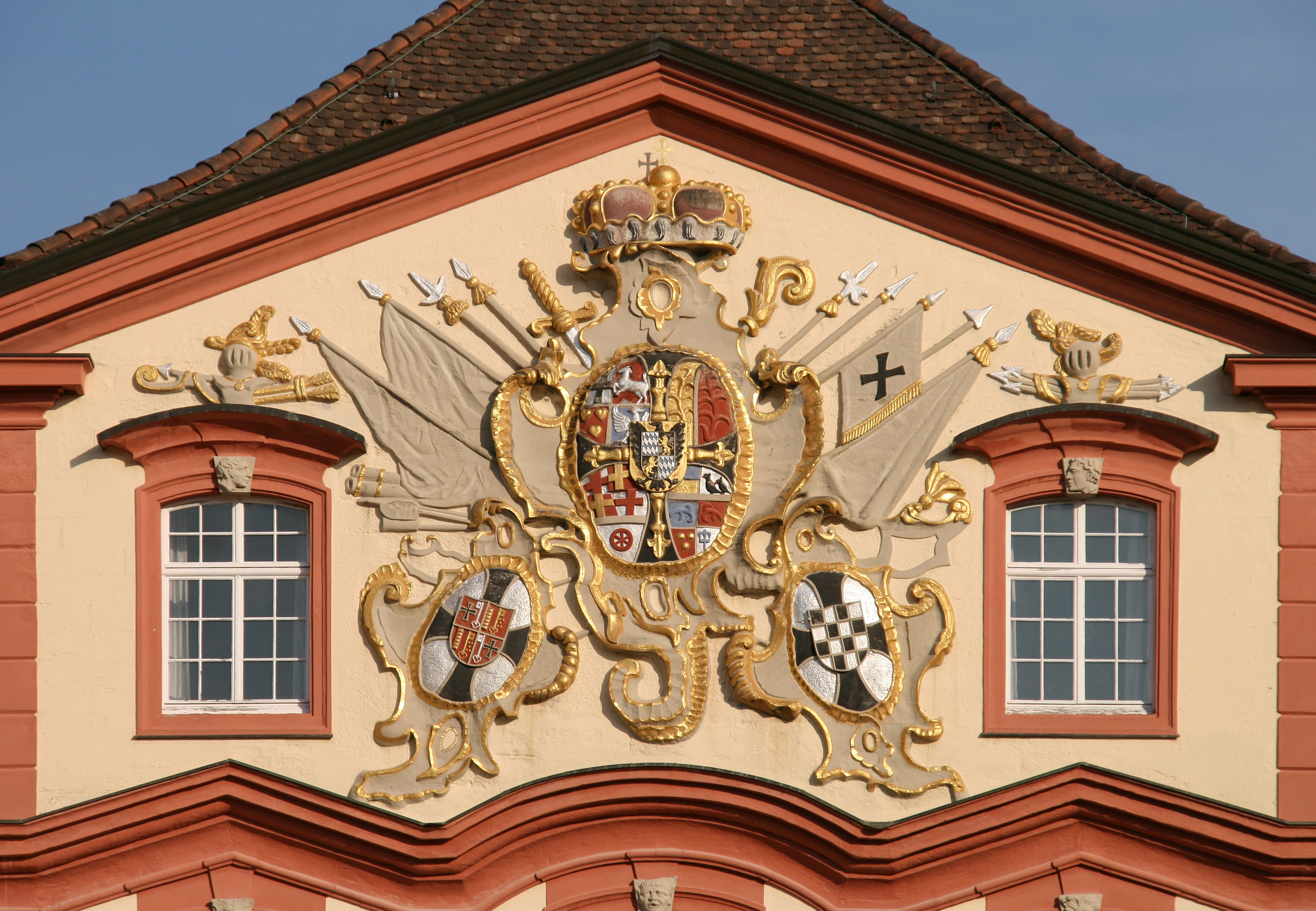
Герб на західному фасаді палацу
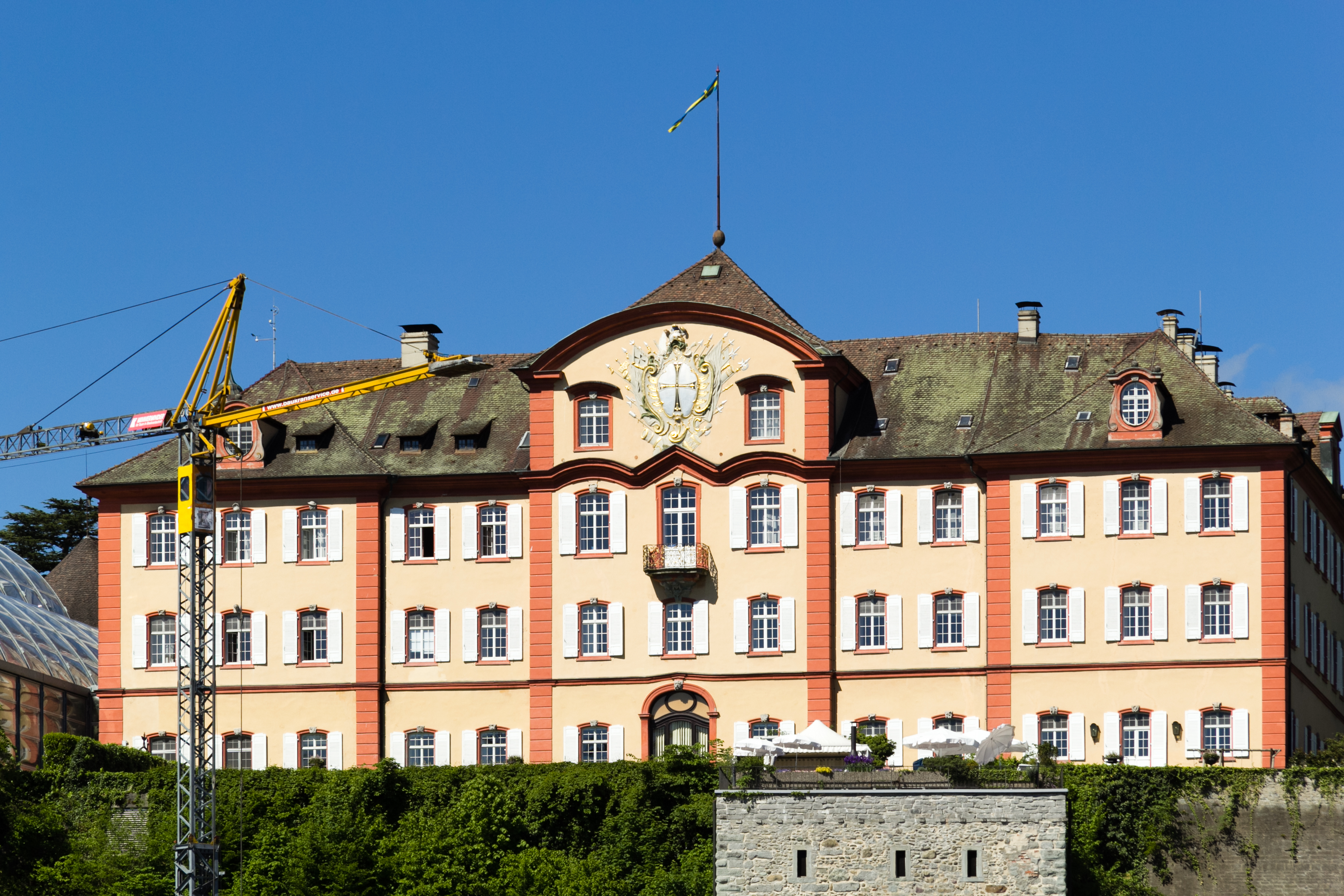
Вид на палац зі сторони Боденського озера
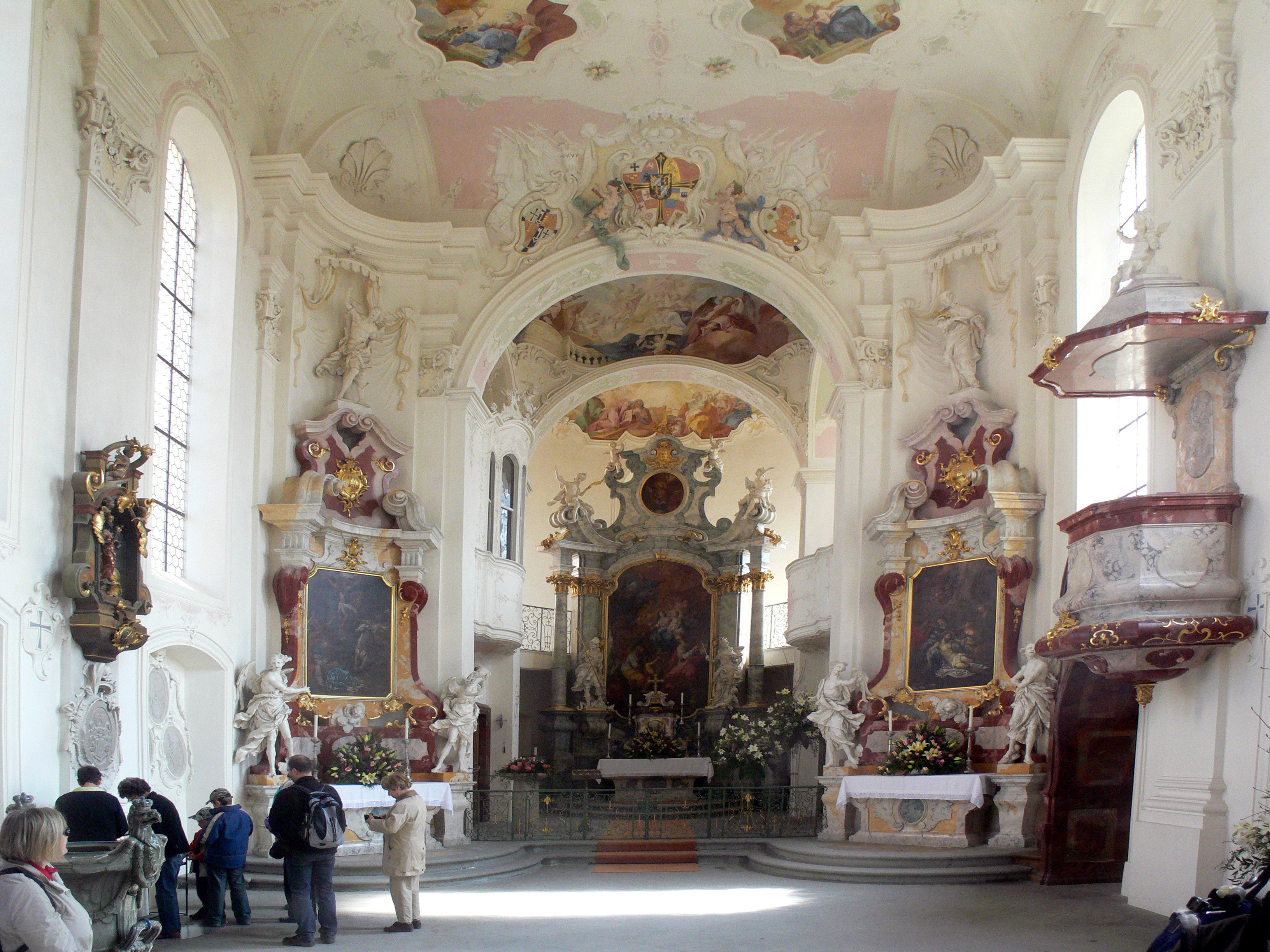
Інтер'єр палацової церкви
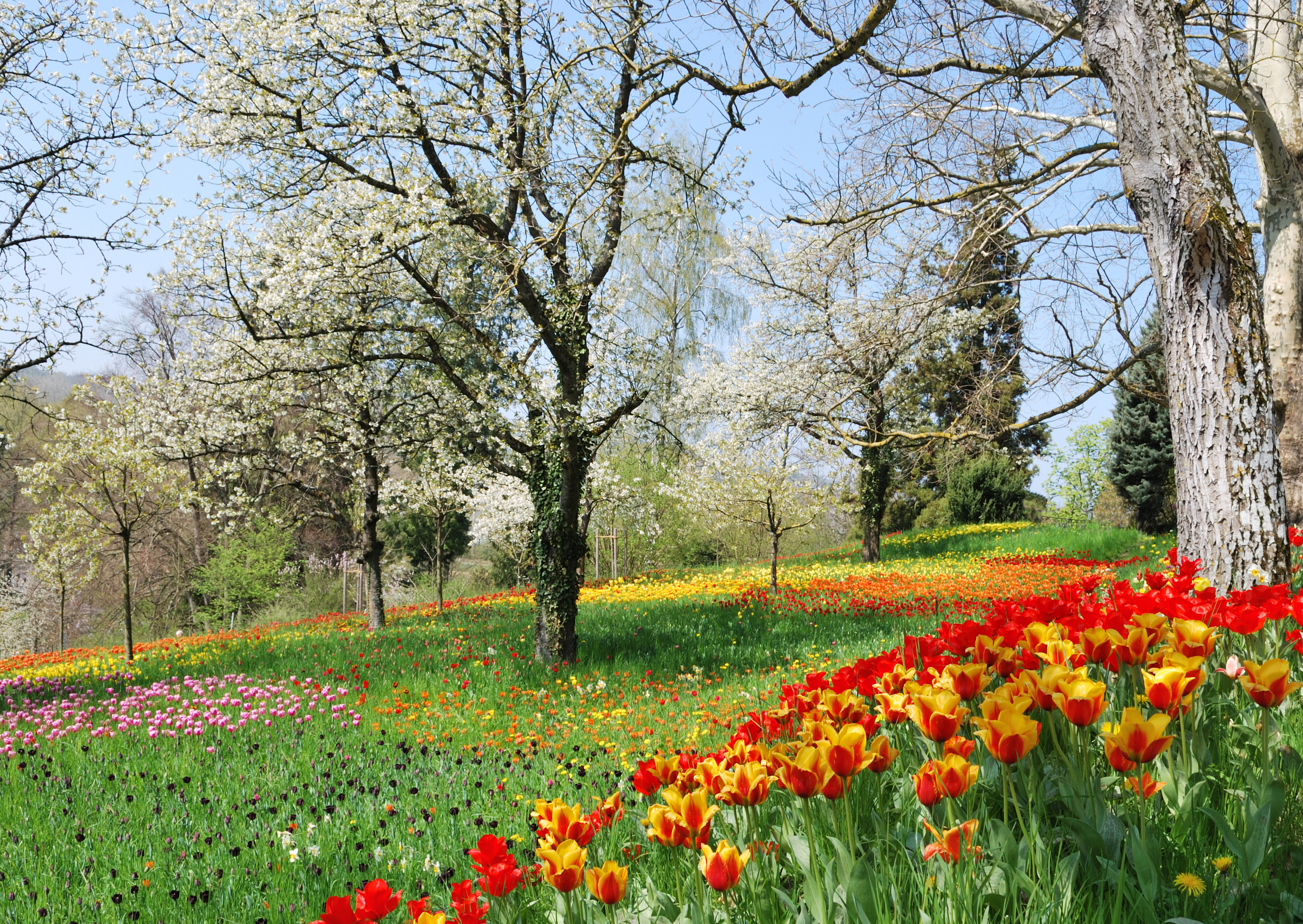
Весняні квіти на Майнау (2010)
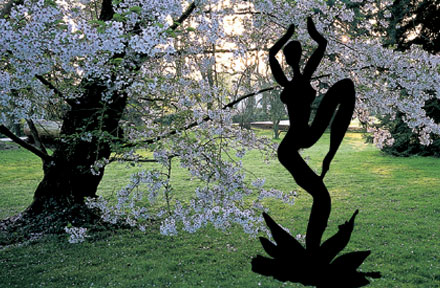
Скульптура Штефана Щесни
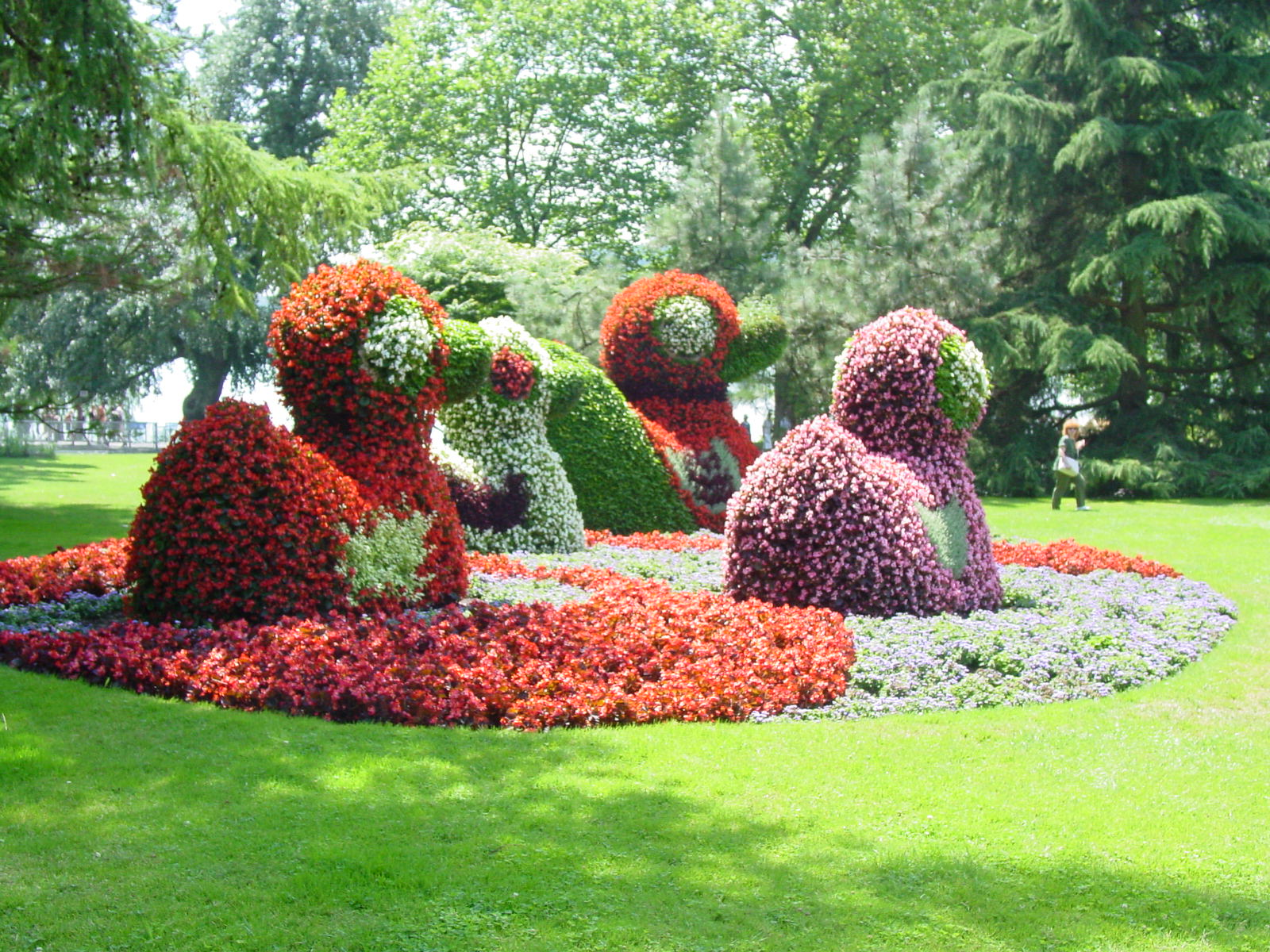
Квіткові скульптури в парку
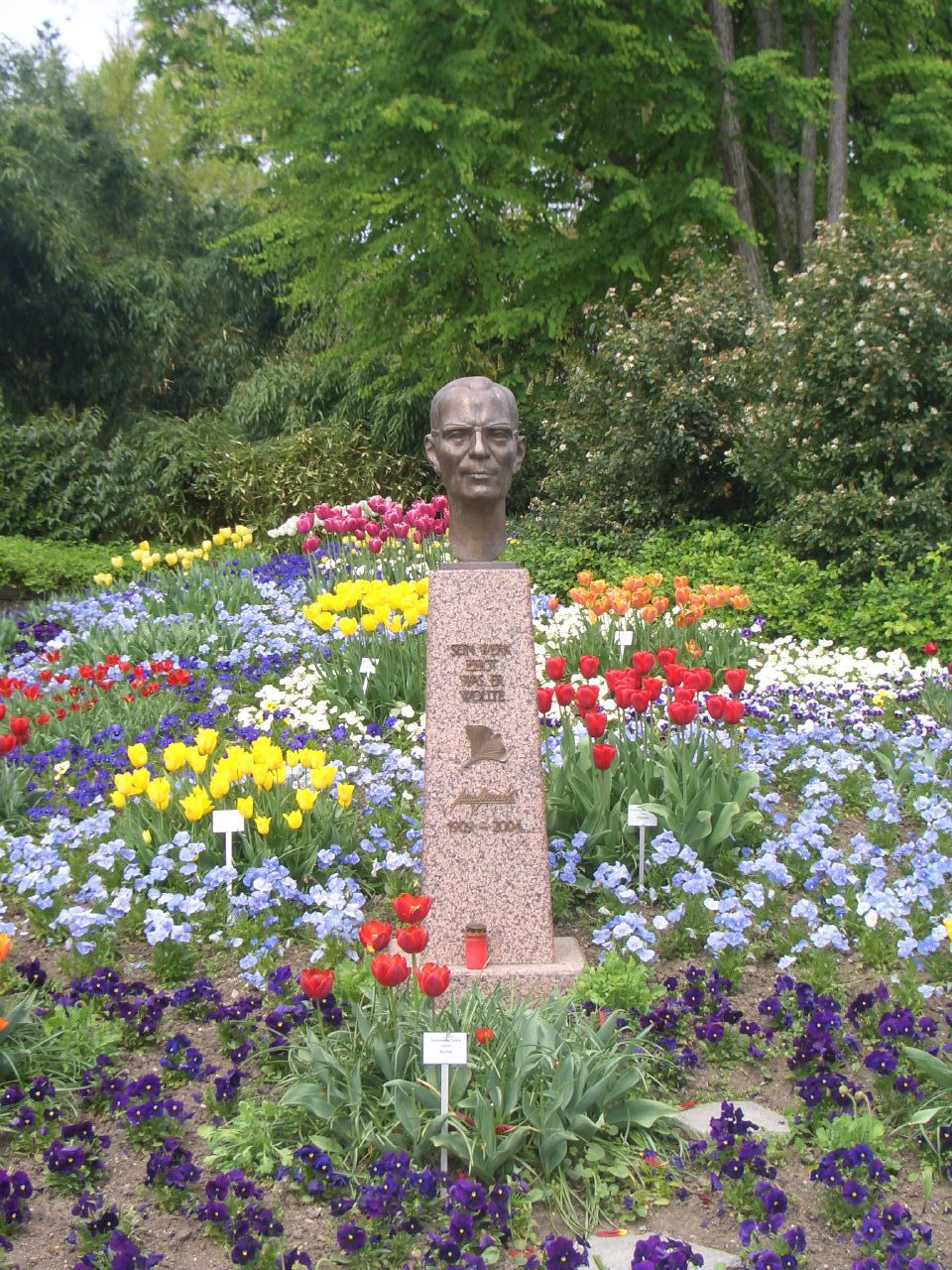
Пам'ятник Леннарту Бернадотту
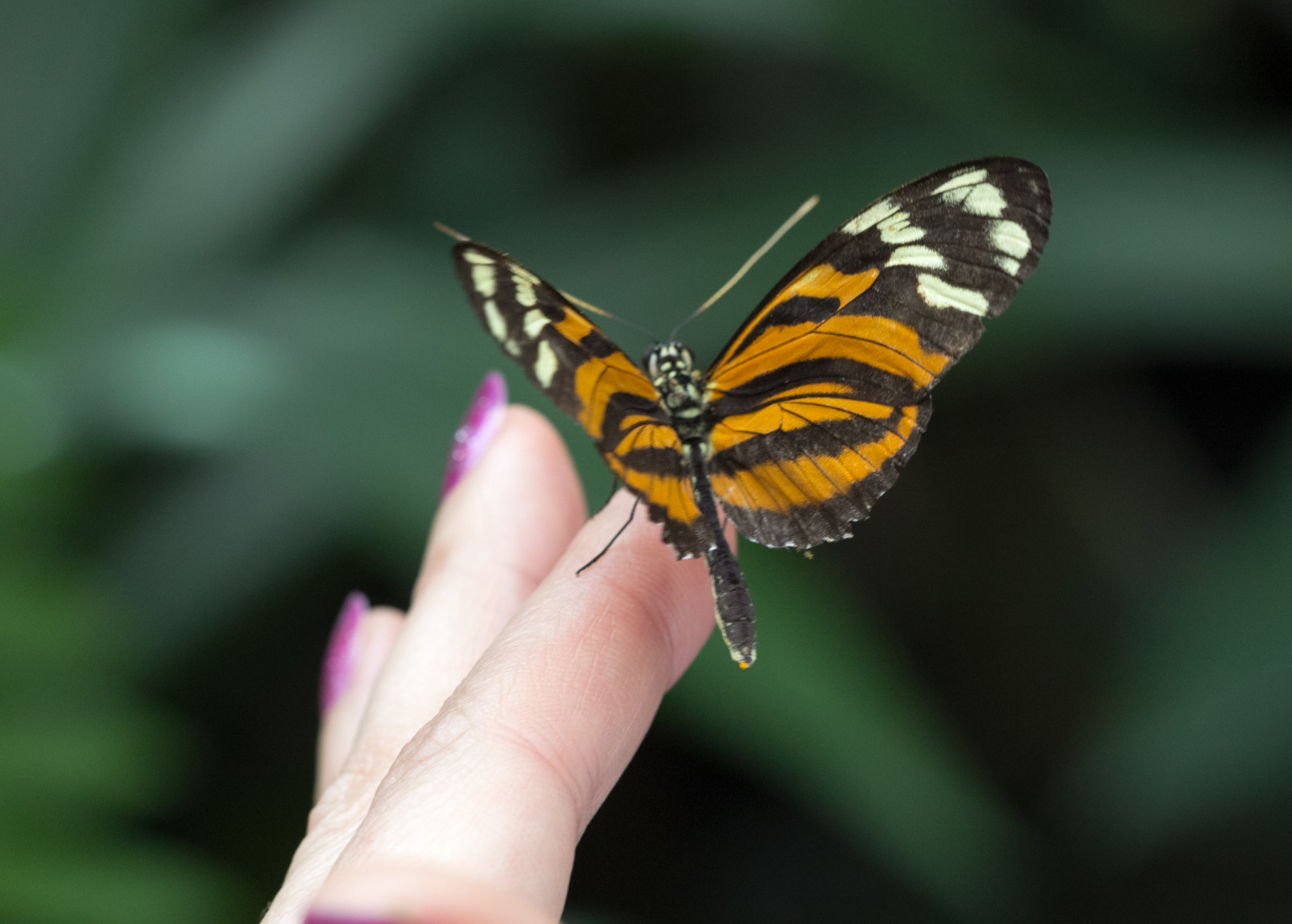
В Будинку метеликів
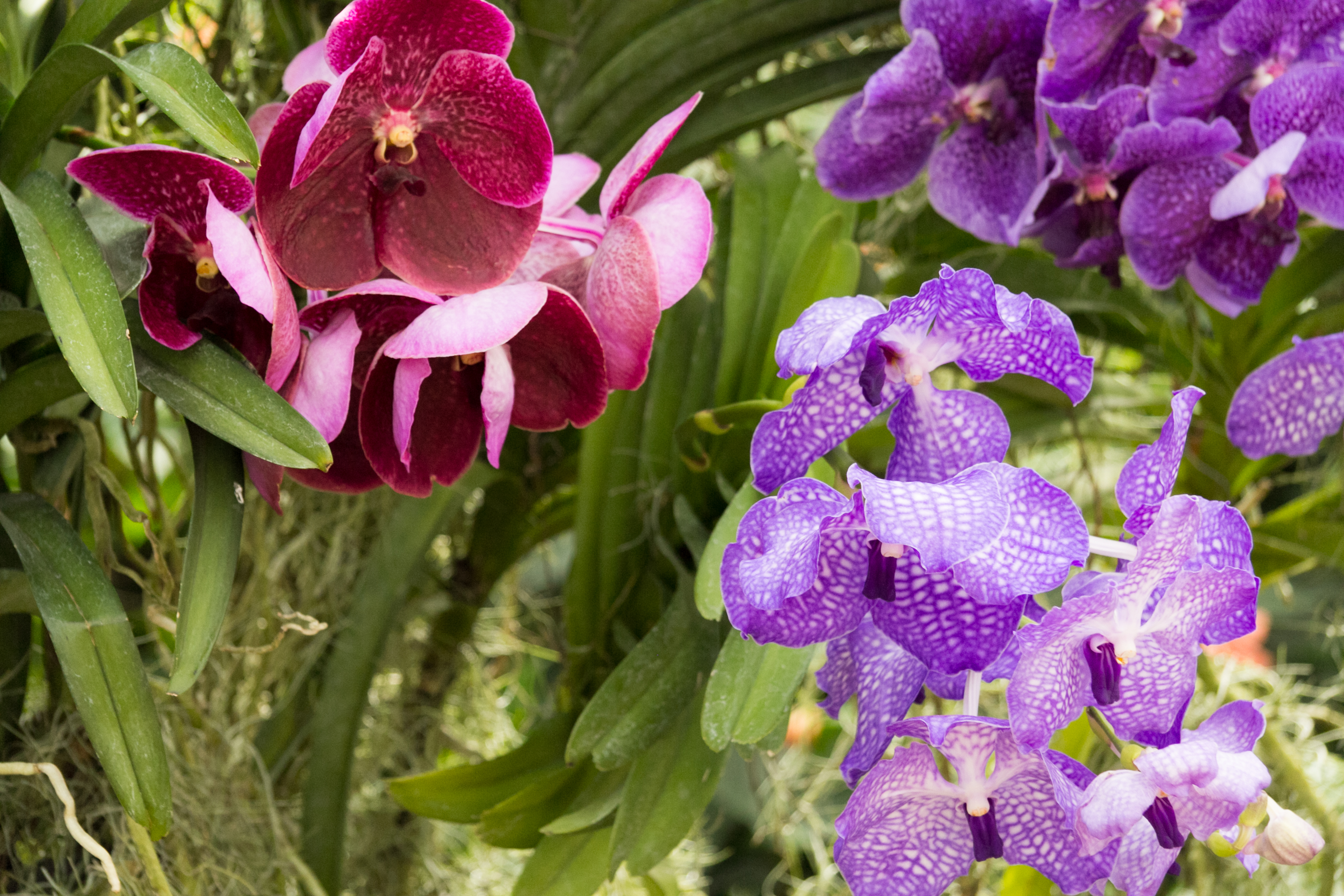
Орхідеї Будинку метеликів
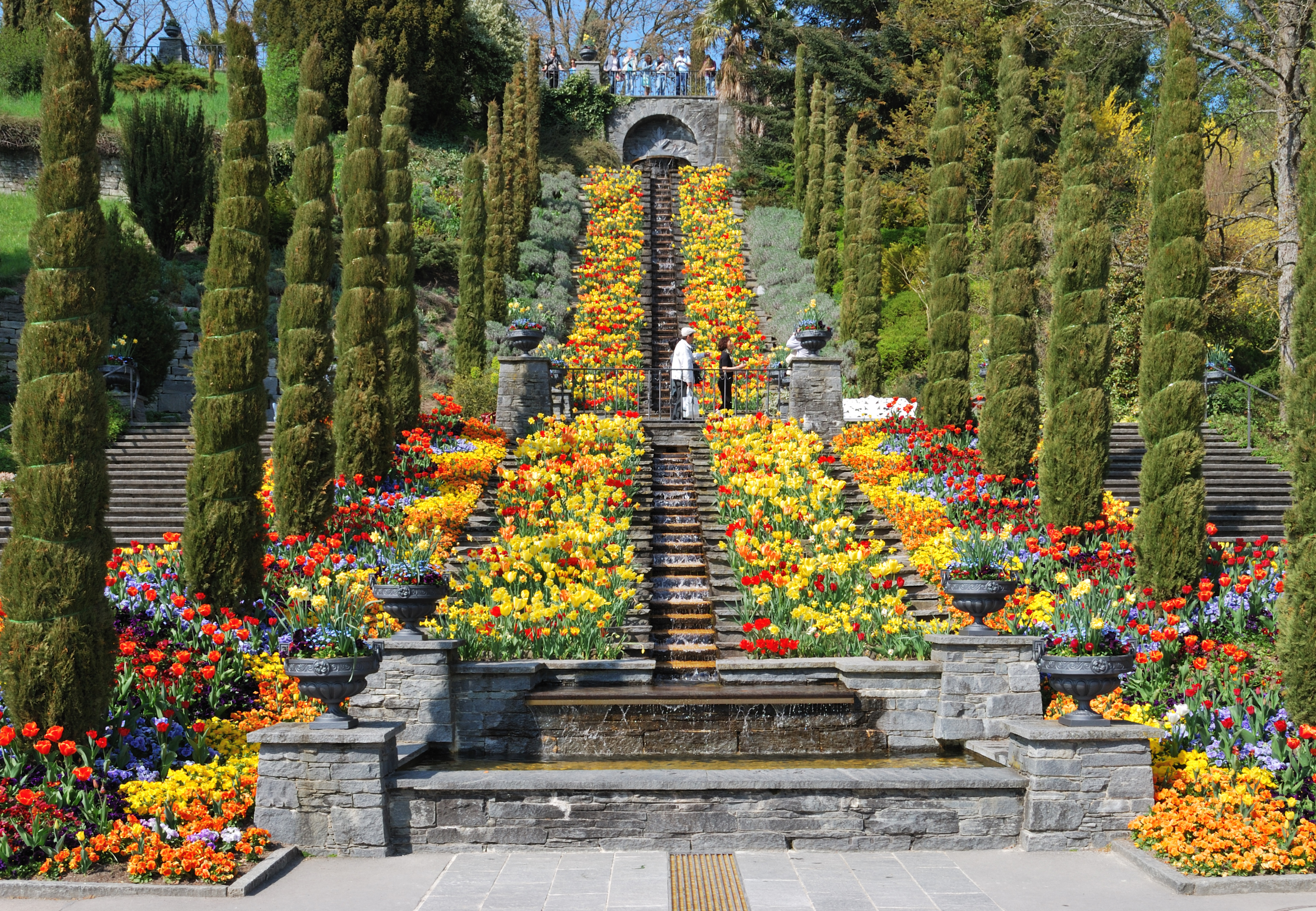
Італійські сходи в парку Майнау (2010)